# Christian Minkus
Christian Minkus (* Mai oder Juni 1770 in Klein-Lassowitz; † 20. November 1849 in Marienfeld) war von 1848 bis 1849 Abgeordneter der schlesischen Wahlkreise Rosenberg O.S. und Kreuzburg in der Frankfurter Nationalversammlung.

## Leben
Christian Minkus war Sohn eines Bauern. Er zog als fahrender Händler durch Oberschlesien. Aufgrund seiner Bekanntheit wurde Christian Minkus als Abgeordneter der Landkreise Rosenberg O.S. und Kreuzburg O.S. vom 29. Mai 1848 bis zum 26. Mai 1849 in die Frankfurter Nationalversammlung gewählt. Er war eines der ältesten Mitglieder der ersten deutschen Nationalversammlung und gehörte der Fraktion der politischen Linken Deutscher Hof und ab 21. November 1848 der Fraktion Märzverein an. Minkus setzte sich für die Belange der schlesischen Bauern ein, unter anderem durch die Einbringung eines Antrages zur Reformation des Jagdrechts. Minkus gilt als der Verfasser der Schrift Der deutsche Hunger und die deutschen Fürsten. Minkus wählte Friedrich Wilhelm IV. zum Kaiser der Deutschen.
Ab Oktober 1848 lief gegen ihn ein Untersuchungsverfahren mit Untersuchungshaft wegen Aufforderung zum Hochverrat, Verteidigung des Königsmordes und Rechtfertigung der Ermordung der Abgeordneten Felix Lichnowsky und Hans von Auerswald während der Septemberunruhen. Das Auslieferungsbegehren des Stadtgerichtes Rosenberg wurde im Januar 1849 von der Nationalversammlung abgelehnt. Am 20. November 1849 starb Christian Minkus in Marienfeld (Provinz Schlesien). Ulrich Minkus ist ein Nachfahre von Minkus.
Am 7. März 1849 schrieb Christian Minkus in das Parlaments-Album:

„Gesegnet ist der Augenblick, der selten nur erscheint, Wo uns ein gütiges Geschick mit Gleichgesinnten einet, Wo sich zum edlen Werk bereit, Die Männerherzen finden
und dann für alle Folgezeit In Freundschaft sich verbinden. Mir ward dies Glück hier reich zu Theil: Freund darf ich Manchen nennen, Das Freundschaft mir für Gold nicht feil.-
Bald müssen wir uns trennen Drumm mög’ dies als Gedächtnisblatt Für all’ die Biedern gelten, die in der schönen Mainesstadt sich traut zu mir gesellten.

Frankfurt am Main den 7ten März 1849, Christian Minkus aus Marienfeld in Oberschlesien, Abgeordneter der deutschen Nationalversammlung“

## Minkus-Affäre
Am 16. Oktober 1848 reichte Christian Minkus gegen u. a. den Abgeordneten Carl Heinrich Jürgens eine Klage ein. Er ließ sich durch den Anwalt Maximilian Reinganum vertreten, Anwalt der Rothschild-Familie. Inhalt der Klage war die Verleumdung Minkus’ in einer Reihe von Flugblättern, die durch Jürgens u. a. herausgegeben wurden, wörtlich „zu früh hetze Minkus in Schlesien zum Mord“. Reinganum machte anhand des zeitlichen Ablaufs deutlich, dass Minkus die ihm angehängten Verbrechen nicht hätte begehen können. Für einen Strafprozess bedurfte es aufgrund Immunität der Zustimmung des Parlaments und in der folgenden Diskussion setzte sich unter anderem der Reichsminister Hermann von Beckerath für Minkus ein. Minkus gewann die Abstimmung. Der Prozess wurde als beispielhaft für die Reaktion auf die Rhetorik und das Verhalten der Konservativen nach den Septemberunruhen charakterisiert.